# Haplopelma longipes
Haplopelma longipes är en spindelart som beskrevs av von Wirth och Striffler 2005. Haplopelma longipes ingår i släktet Haplopelma och familjen fågelspindlar. Inga underarter finns listade i Catalogue of Life.